# Độc tấu dương cầm

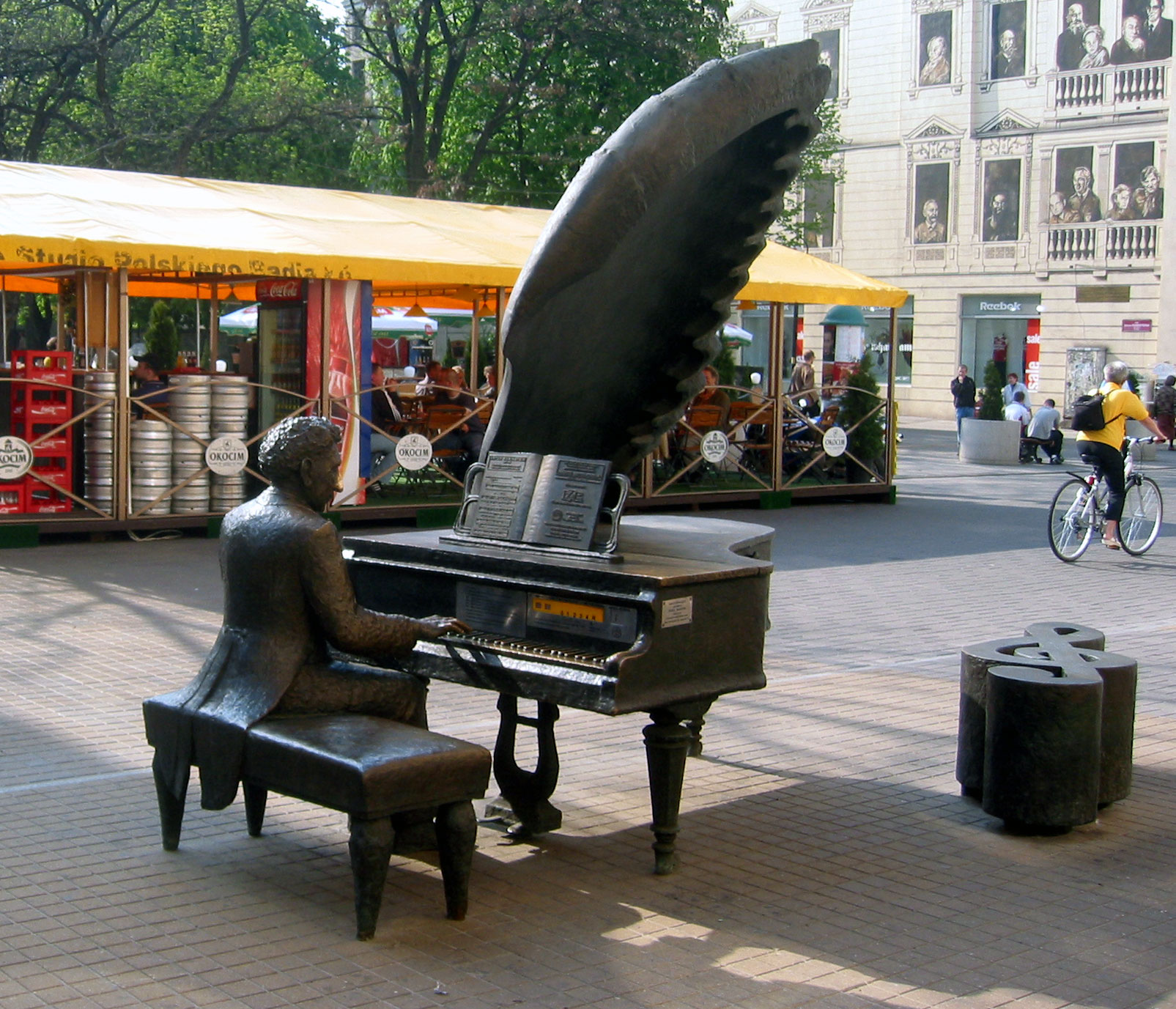
Một người đang độc tấu dương cầm ngoài trời.

Đôc tấu dương cầm là thể loại nhạc phẩm hoặc hình thức biểu diễn riêng cho một dương cầm. Cụm từ này có gốc trong tiếng Ý là piano solo, gồm piano là dương cầm, còn solo là độc tấu.
- Bản nhạc chỉ yêu cầu riêng cho một đàn dương cầm thể hiện, được gọi là nhạc phẩm thuộc thể loại độc tấu dương cầm, ví dụ như 21 bản dạ khúc của Frédéric Chopin viết từ năm 1827 đến năm 1846 đều là các nhạc phẩm cho độc tấu dương cầm.[1]
- Kiểu biểu diễn nhạc phẩm thể loại này gọi là hình thức độc tấu dương cầm, còn người biểu diễn gọi là người độc tấu dương cầm, thường là nghệ sĩ dương cầm.[2]

## Nhạc cụ
- Vì dương cầm có nguồn gốc từ đàn cla-vơ-xanh (phiên âm từ tiếng Pháp: clavecin, tiếng Anh là harpsichord) từ thế kỉ XVI, mãi đến thế kỉ XVIII thì dương cầm mới ra đời và hoàn chỉnh, nên những nhạc phẩm viết cho cla-vơ-xanh cũng hoàn toàn biểu diễn được trên dương cầm. Những tác phẩm nổi tiếng cho dương cầm hiện nay của Bach (1685 - 1750), của Haydn (1732 - 1809), của Mozart (1756 -  1791) và thời đầu của Beethoven (1770 - 1827),... đều là viết cho cla-vơ-xanh. Do đó, khái niệm "độc tấu dương cầm" (piano solo) còn có nghĩa là "độc tấu cla-vơ-xanh" (harpsichord solo).
- Khi dương cầm xuất hiện và được hoàn chỉnh, nó chứng tỏ là nhạc cụ rất giàu sức biểu hiện trong âm nhạc, dễ dàng tạo ra hợp âm 10 nốt, cũng có thể biểu diễn phức điệu mà không loại nhạc cụ nào thời đó thực hiện đơn độc được. Những nhạc phẩm độc tấu dương cầm trong nhạc cổ điển sau cla-vơ-xanh nổi bật là của Beethoven, của Chopin (Noturnos, Scherzos, Ballad, Preludes, Waltzes, Studies), Liszt và của Schubert, Schumann, Grieg, Mendelssohn, Brahms,Tchaikovsky và nhiều nhạc sĩ trường phái lãng mạn khác.
- Do dương cầm thuộc loại nhạc cụ có bàn phím, nên ở một số vùng hoặc quốc gia, thể loại này còn gọi là "keyboard solo" (độc tấu đàn bàn phím)

## Nghệ sĩ độc tấu dương cầm
- Nghệ sĩ độc tấu dương cầm trước hết phải là một nghệ sĩ dương cầm, điêu luyện trong kĩ thuật, có khả năng "hòa mình" với nhạc cụ này để biểu hiện nhạc phẩm không cần nhạc đệm. Nghệ sĩ độc tấu dương cầm cũng thường là nghệ sĩ hòa tấu dương cầm (piano concerto).
- Ngoài những nghệ sĩ vĩ đại trong nhạc cổ điển kể trên, có thể kể đến các nghệ sĩ độc tấu dương cầm nổi tiếng như Sergei Rachmaninov, Arthur Rubinstein, Serguei Prokofiev, Vladimir Horowitz,  Arturo Benedetti Michelangeli, Aimi Kobayashi, Martha Argerich, Mitsuko Uchida, Đặng Thái Sơn, v.v cùng nhiều nghệ sĩ trẻ hơn như Alice Sara Ott, Olga Scheps, Anna Fedorova, v.v.[3][4]